# Gnaeus Fulvius Centumalus (Konsul 229 v. Chr.)
Gnaeus Fulvius Centumalus war ein Mitglied des römischen Plebejergeschlechts der Fulvier und bekleidete 229 v. Chr. das Konsulat, in dem er die illyrische Königin Teuta erfolgreich bekriegte.

## Leben
Gnaeus Fulvius Centumalus hatte nach Ausweis der Fasti Capitolini und Triumphalakten einen gleichnamigen Vater und Großvater. Demgemäß war er nach der Meinung des Althistorikers Friedrich Münzer eher ein Enkel als ein Sohn des Konsuls von 298 v. Chr., Gnaeus Fulvius Maximus Centumalus.
Von der politischen Laufbahn des Fulvius ist nur sein Konsulat bekannt, das er 229 v. Chr. gemeinsam mit Lucius Postumius Albinus erreichte. Weil Teuta, die Stammeskönigin der illyrischen Ardiaier, piratenartige Plünderungs- und Eroberungszüge gegen griechische Küstenstädte geführt, auch italische Handelsleute nicht verschont und Mitglieder einer römischen Beschwerdegesandtschaft schroff abgewiesen hatte, war ihr von Seiten Roms der Krieg erklärt worden. Im nun folgenden ersten Illyrischen Krieg übernahm Fulvius während seines Konsulats gemeinsam mit seinem Amtskollegen die Führung.
Als Fulvius mit 200 Kriegsschiffen vor Korkyra erschien, ging Teutas Statthalter dieser Insel, Demetrios von Pharos, zu ihm über. Die Inselbewohner stellten sich unter römischen Schutz. Dann begab sich der Konsul gemeinsam mit Demetrios nach Apollonia, wohin inzwischen sein Kollege mit dem aus 20.000 Infanteristen und 2000 Kavalleristen bestehenden Landheer von Brundisium aus gesegelt war. Die beiden Konsuln vereinigten ihre Streitkräfte in Apollonia, das sich ihnen anschloss, erzwangen die Aufhebung der illyrischen Belagerung von Epidamnos und drangen sodann auf illyrisches Territorium vor. Sie unterwarfen den Großteil der Ardiaier, empfingen die Ergebenheitsbekundungen von Gesandten der Parthiner und Atintanen und kamen schließlich nach Issa, um diese von Teuta belagerte Insel zu entsetzen. Die Illyrerkönigin floh in das stark befestigte Rhizon und musste im nächsten Jahr die harten römischen Friedensbedingungen akzeptieren. Während Postumius den Winter 229/228 v. Chr. mit 40 Schiffen in Illyrien blieb, segelte Fulvius nach dem erfolgreichen Feldzug vor Winterbeginn mit den meisten seiner Kriegsschiffe wieder nach Italien und durfte nach dem Zeugnis der Triumphalakten am 21. Juni 228 v. Chr. einen Seetriumph über das von ihm besiegte Volk der Illyrer abhalten.
Das weitere Schicksal von Fulvius ist unbekannt.